# Россо, Камилла и Ребекка
Камилла «Милли» Россо и Ребекка «Беки» Россо (англ. Camilla "Milly" Rosso and Rebecca "Becky" Rosso; род. 6 июля 1994) — британские актрисы-близнецы и певицы. Наиболее известны по ролям Дженис (Милли) и Джессики (Беки) в телесериале «Всё тип-топ, или Жизнь Зака и Коди» и Аннабель «Энни» (Милли) и Изабель «Иззи» (Беки) в фильме «Блондинки в законе».

## Личная жизнь
Милли на минуту старше Беки. Имеют трёх сестёр, Бьянку, Джорджину и Лолу.

## Карьера
Милли и Беки впервые дебютировали на телевидении во время прослушивания в кастинге «Всё тип-топ, или Жизнь Зака и Коди» и привлекли внимание продюсеров. В общей сложности они появились в 7 эпизодах шоу, а затем в марте 2010 года появились в одном эпизоде сериала «Всё тип-топ, или Жизнь на борту».
Снялись в главных ролях в фильме «Блондинки в законе», который по концепции являлся сиквелом фильма «Блондинка в законе». Релиз на DVD состоялся 28 апреля 2009 года, а сами близнецы исполнили для фильма песню «Lucky Girl». Режиссёром выступила Риз Уизерспун.
Также близнецы участвовали в гёрл-группе The Rosso Sisters вместе со своими сёстрами Джординой и Лолой. Старшая сестра Бьянка Россо не участвовала в группе. Под покровительством Стива Барнетта коллектив подписал контракт с лейблом Virgin Records. Менеджером коллектива был Пол Кевин Джонас, отец братьев Джонасов. В 2015 году на своих страницах на Facebook и Instagram сёстры объявили о прекращении карьеры из-за смерти своей матери.

## Фильмография
| Год     | Название                           | Роль                                   | Примечания                 |
| ------- | ---------------------------------- | -------------------------------------- | -------------------------- |
| 2006-08 | Всё тип-топ, или Жизнь Зака и Коди | Джессика и Дженис Эллис                | 7 эпизодов                 |
| 2009    | Пригородные легенды                | Музыканты симфонического оркестра      | Пилотный эпизод            |
| 2009    | Блондинки в законе                 | Изабелль «Иззи» и Аннабель «Энни» Вудс | Главные роли               |
| 2010    | Всё тип-топ, или Жизнь на борту    | Джессика и Дженис Эллис                | Эпизод: «Модель поведения» |